# Deutsche Sprintmeisterschaften 2017
Die 21. Deutschen Sprintmeisterschaften im Rudern wurden vom 13. bis zum 15. Oktober 2017, zusammen mit den Deutschen Großbootmeisterschaften, auf dem Salzgittersee in Salzgitter ausgetragen.
Wie im Vorjahr wurden in insgesamt elf Bootsklassen Medaillen vergeben, davon sechs bei den Männern, vier bei den Frauen und eine in der Mixed-Klasse. Die Rennen wurden über eine Distanz von 350 Metern ausgetragen.

## Medaillengewinner

### Männer
| Bootsklasse            | Gold | Silber | Bronze |
| ---------------------- | --- | --- | --- |
| Einer                  | Moritz Moos (Mainzer RV von 1878) | Maximilian Fränkel (Offenbacher RG Undine) | Christopher Becerra (Kölner RV von 1877) |
| Doppelzweier           | Stuttgarter RG von 1899 Michael Sauer Maximilian Hess | SSV Planeta Radebeul Matthias Hähnel Conrad Albert | Dresdner RC 1902 Bent Burgdorf Florian John |
| Zweier ohne Steuermann | RU Arkona Berlin Bodo Schacher Tobias Oppermann | Gießener RG 1877 Daniel Thiem Alexander Wenzel | Crefelder RC 1883 Achim Behrens Christoph Körner |
| Doppelvierer           | RU Arkona Berlin Colja Rieth Florian Bax Arne Schacher Gilbert Klinger                                                                                       | Gießener RG 1877 Ulrich Köhler Michael Wieler Patrick Quoika Johannes Birkhan                                                                          | RTHC Bayer Leverkusen Gero Mimberg Michael Weppelmann Fabian Weiler Heiner Schwartz                                                                                  |
| Vierer mit Steuermann  | RV Münster von 1882 Henri Schwinde Yannik Sacherer Mika Kohout John Heithoff Paul Seiling (Stm.)                                                             | Crefelder RC 1883 Andreas Baloghy Matthias Keulen Dirk Marterer Lars Henning Denise Krins (Stf.)                                                       | Keine weiteren Boote am Start. |
| Achter                 | Bessel-RC Minden Simon Körner Vincent Schmitz Nils Bornemann Jannik Eilers Leon Schandl Jona Lembcke Marius Redecker Alexander Weihe Philipp Baumgard (Stm.) | Crefelder RC 1883 Andreas Baloghy Dirk Marterer Matthias Keulen Moritz Koch Achim Behrens Moritz te Neues Larus Melka Lars Henning Denise Krins (Stf.) | RU Arkona Berlin Colja Rieth Florian Bax Christopher Sinclair Christoph Krofitsch Jan Knebek Gilbert Klinger Arne Schacher Tobias Oppermann Ann Kathrin Lohse (Stf.) |

### Frauen
| Bootsklasse  | Gold | Silber | Bronze                                                                          |
| ------------ | --- | --- | ------------------------------------------------------------------------------- |
| Einer        | Leonie Scheuermann (Ludwigshafener RV von 1878) | Stephanie Hang (RV Ingelheim 1920) | Susanne Wirth-Otto (RG Lahnstein 1922)                                          |
| Doppelzweier | Ludwigshafener RV von 1878 Leonie Scheuermann Marie-Christine Gerhardt                                                                                                   | RV Ingelheim 1920 Stephanie Hang Annabelle Bachmann | RV Waltrop von 1928 Theresa Kampmann Franziska Kampmann                         |
| Doppelvierer | RG Lahnstein 1922 Tanja Otto-Diefenbach Anna Marx Michaela Dörr Inga Schwietring                                                                                         | RV Waltrop von 1928 Franziska Steinweg Sophia Wüllner Theresa Kampmann Franziska Kampmann | ETuF Essen Charlotte Hentrich Janina Hanßen Nour El Houda Ettaieb Mareike Adams |
| Achter       | RV Waltrop von 1928 Tabea Menzel Lara Wehlend Lara Erdtmann Celine Schneider Sophia Wüllner Theresa Kampmann Franziska Steinweg Franziska Kampmann Neele Erdtmann (Stf.) | Osnabrücker RV Theresa Coppenrath Christina Grimm Johanna Heile Lily Antoinette Engelbrecht-Schnür Hannah Kleine-Pollmann Svenja Bredenförder Imke Wissing Lena Rauschenbach Annika Gehrs (Stf.) | Keine weiteren Boote am Start.                                                  |

### Mixed
| Bootsklasse  | Gold                                                                          | Silber                                                             | Bronze                                                                 |
| ------------ | ----------------------------------------------------------------------------- | ------------------------------------------------------------------ | ---------------------------------------------------------------------- |
| Doppelvierer | TV 1877 Essen-Kupferdreh Nicole Gräf Jannik Heil Laura Kampmann Dominik Drüke | Limburger CfW Lea Nassal Sophia Krause Philipp Richard Nils Krause | ETuF Essen Henning Sproßmann Janina Hanßen Mareike Adams Lasse Grimmer |